# Ташер, Яцек
Я́цек Та́шер (пол. Jacek Tascher; род. в 1957 году) — бывший польский фигурист, выступавший в одиночном катании, двукратный чемпион Польши. Выступал с 1970 года в юниорском разряде, с 1973 по 1975 во взрослом, участвовал в чемпионатах Европы (занимал 12—15 места) и чемпионатах мира. В сезонах 1977—1978 и 1978—1979 выступал в танцах на льду в паре с Галиной Гордон-Полторак, с которой также отобрался на чемпионат Европы.
Яцек Ташер завершил любительскую карьеру в 1977 году, с 1996 года работает комментатором на телеканале Eurosport (в Польше). окончил тренерский факультет в Академии физического воспитания Юзефа Пилсудского в Варшаве и аспирантуру Варшавской школы экономики. Женат, есть дочь.